# المعجم الوجيز
المعجم الوجيز، هو معجم عربي صدر عن مجمع اللغة العربية بالقاهرة سنة 1980م، ضمن سلسلة ضمت ثلاثة معاجم هي الوجيز والوسيط والكبير.

## الطبعات
- صدرت الطبعة الأولى من المعجم سنة 1980 وقدَّم له مصطفى حجازي.
- صدرت الطبعة الثانية من المعجم سنة 1989.
- صدرت طبعة خاصة بوزارة التربية والتعليم سنة 1994م.

## التحديث
اتخذ مجمع اللغة قراراً بتحديث المعجم في شهر نوفمبر 2022 وشكل لجنة تتكون من من االدكتور محمد حسن عبد العزيز (مقررًا)، والدكتور محمد العبد، والدكتور حافظ شمس الدين عبدالوهاب، والدكتور محمد حسن المرسي، والدكتور محمد رجب الوزير، وشعبان عيسى أبو العلا (خبيرًا علميًّا)، والدكتور رجب الحمصاني (باحثًا).